# Коллективное бессознательное
Коллективное бессознательное — согласно психологу Карлу Юнгу, одна из форм бессознательного, единая для общества в целом и являющаяся продуктом наследуемых структур мозга. Основное отличие коллективного бессознательного от индивидуального в том, что оно является общим для всех людей, представляет собой некий единый «общий знаменатель» для разных людей. Однако важно подчеркнуть, что под словом «коллективное» подразумеваются отнюдь не проблемы общественного порядка: наоборот, коллективное бессознательное — часть психики человека, которая является строго индивидуальной (индивид, в концепции К. Г. Юнга, не изолирован от общества, но, будучи личностью в узком смысле, он одновременно и индивидуален, и часть коллективного), поскольку именно коллективное бессознательное создает условия для индивидуации человека. Юнг обозначил его как более глубокий слой, чем индивидуальное бессознательное — за словом стоят не только прямые значения, но и более скрытые слои и смыслы бессознательного уровня.
Коллективное бессознательное состоит из архетипов (общечеловеческих первообразов).
В бессознательном Юнг различал несколько слоев, соответствующих опыту жизни различных человеческих общностей. Он считал, что под личным бессознательным расположены групповое, семейное, национальное, расовое и общечеловеческое бессознательное, а еще глубже — бессознательное, общее для человека и животных. Исторический процесс, в учении Юнга, определяется естественным развитием «массовой души», массовыми психологическими противоречиями, но не политикой. Следуя его теории, духовные ценности устойчивы и универсальны, так как укоренены в архаических слоях души. Они обладают способностью притягивать к себе энергию и информацию, а также служат точками кристаллизации художественных, мифологических и сновидческих образов. Архетипов, согласно Юнгу, бесконечное множество. Особенно смыслоёмкие, мощные архетипы определяют формирование харизматических личностей и целых народов. Некоторые из архетипов символизируются в образах социальности: власть, церковь, община. Архетипы представляют собой точки зрения, или же позиции, управляющие нашим поведением и протеканием психического процесса: как индивидуального, так и коллективно-исторического.
Термин был введён Юнгом в 1916 году в статье «Структура бессознательного» («Über das Unbewußte und seine Inhalte», CW 7) и является центральным понятием аналитической психологии. Позднее заменён им на более точный термин «объективная психика», а впоследствии на «трансперсональное бессознательное».
Психолог В. В. Петухов определяет коллективное бессознательное как совокупность универсальных личностных проблем, которые могут возникать перед человеком во все времена.